# Knut Bergsland

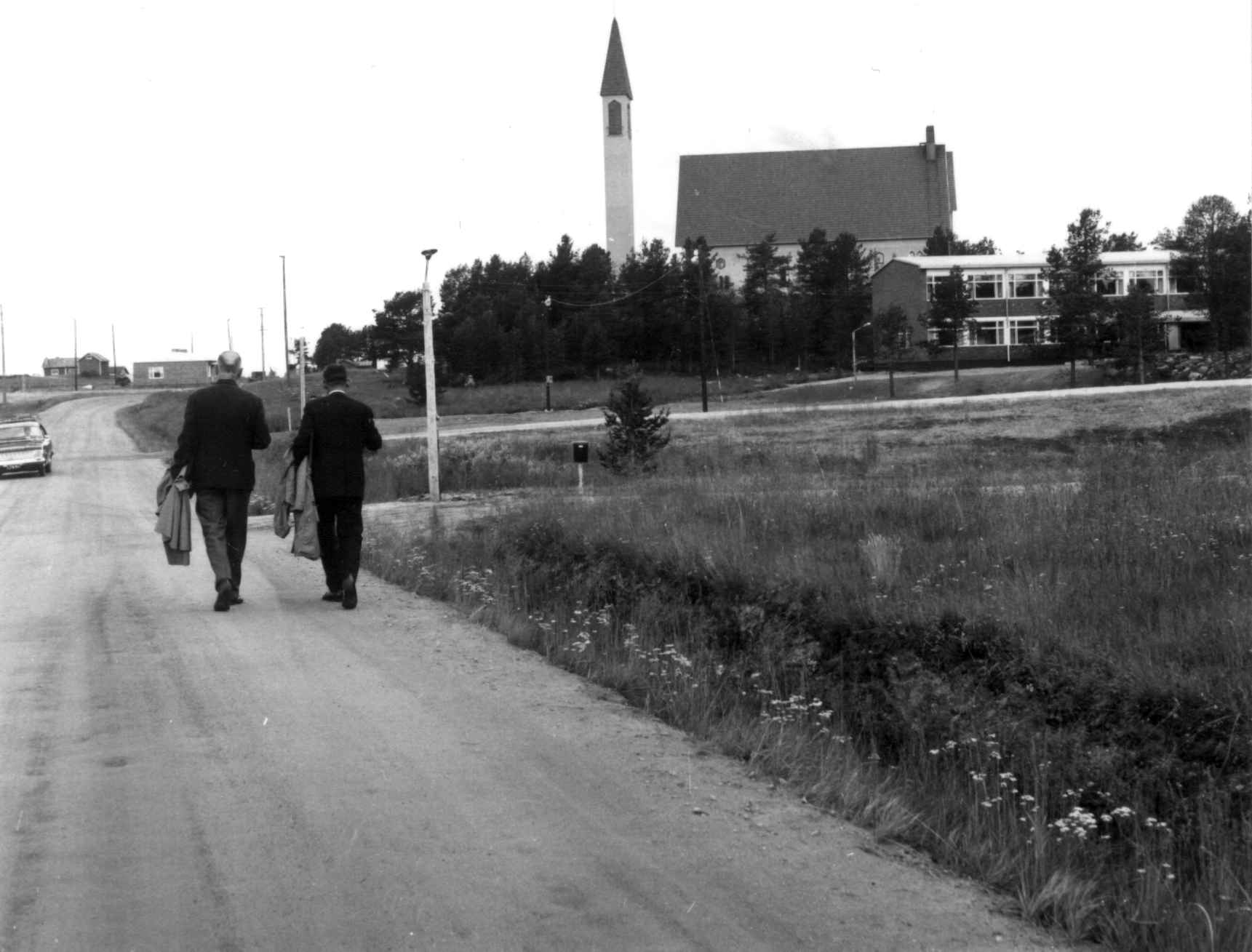
Erkki Itkonen und Knut Bergsland in der Nähe der Kirche und Schule in Hetta.

Knut Bergsland (* 7. März 1914 in Oslo; † 9. Juli 1998 ebenda) war ein norwegischer Professor der Finnougristik an der Universität Oslo von 1947 bis 1981 und Vorreiter der samischen und aleutischen Sprachforschung.

## Leben
Bergsland wurde als Sohn des Ingenieurs Einar Christian Bergsland (1883–1945) und Henriette Louise Krogh Raabe (1883–1958) und als Bruder des Sportfunktionärs Einar Bergsland (1909–1982) geboren.
1932 begann er sein Sprachstudium an der Universität Oslo. Von 1935 bis 1936 studierte er außerdem an der École des hautes études en sciences sociales und dem Institut Catholique de Paris in Paris. Seinen ersten Kontakt zu den samischen Sprachen erhielt Bergsland bei seinem Sommeraufenthalt in Tromsø 1938. 1940 schloss er schließlich sein Studium als Candidatus philologiae mit Schwerpunkt auf Latein ab und wandte sich nun verstärkt den samischen Sprachen zu.
Als Sprachwissenschaftler debütierte er 1945 schließlich mit dem historisch orientierten Artikel L'alternance consonantique date-t-elle du lapon commun?. 1947 trat Bergsland als Nachfolger Konrad Nielsen die Professur der Finnougristik an der Universität Oslo an, die er bis 1981 bekleidete.
In der Nachkriegszeit engagierte er sich außerdem für die Lehre von Samisch an norwegischen Schulen und arbeitete 1947 zusammen mit Israel Ruong die sogenannte Bergsland-Ruong-Rechtschreibung, eine Orthographie für die nordsamische Sprache, aus.
Auch an einem rechtlichen Streit zwischen Sami und Landwirten in Trøndelag war Bergsland in dieser Zeit beteiligt. Dort bewies er, dass die anerkannte Ansicht, die norwegischen Landwirte hätten das umstrittene Land zuerst besiedelt, nicht stimmen könne, da sich das Südsamische zu einem früheren Zeitpunkt als bisher angenommen von den anderen samischen Sprachen abgetrennt haben musste.
Bergslands Interesse an den eskimo-aleutischen Sprachen wurde durch seine Aufenthalte an der Universität Kopenhagen 1948 und der Indiana University Bloomington 1949–1950 geweckt. Mit dieser Sprachgruppe setzte er sich auch während seines Ruhestands verstärkt auseinander und veröffentlichte bis zu seinem Tod mehrere Werke.
Eine weitere vorläufige Rechtschreibung für die Südsamische Sprache erarbeitete Bergsland zusammen mit Gustav Hasselbrink. 1974 schuf er jedoch zusammen mit Ella Holm Bull die sogenannte Bergsland-Bull-Rechtschreibung, eine neue Orthographie für die südsamische Sprache.
Bergsland erhielt einen Honoris causa von der Universität Helsinki.

## Werke (Auswahl)
- Det samiske slektskaps- og svogerskapsordsystem, 1942.
- Røros-samiske tekster, 1943.
- Røros-lappisk grammatikk: et forsøk på strukturell språkbeskrivelse, 1946. Doktorarbeit, die erste synchrone strukturalistische Beschreibung der finnisch-urischen Sprachen.
- Bergsland-Ruong-Rechtschreibung, 1947.
- Runebomme, 1969.
- Om middelalderens finnmarker, 1970.
- Jemtlands grense mot Herjedalen i samisk lys og Lais Lappebyen, 1978.
- Sysaamische Gramatik, 1982.
- Åarjelsaemien-daaroen baakoegærja, 1993. Südsaamisches Wörterbuch, in Zusammenarbeit mit Lajla Mattsson Magga.
- Aleut dictionary – Unangam tunudgusii, 1994.
- Aleut Grammar, 1997.